# Internacional Futebol Clube (Rio de Janeiro)
Internacional Futebol Clube was een Braziliaanse voetbalclub uit Rio de Janeiro.

## Geschiedenis
De club werd opgericht op 1 maart 1993. In 1995 startte de club in de derde klasse van het Campeonato Carioca. Een jaar later speelde de club al in de tweede klasse, en eindigde daar tiende. Ook de volgende jaren eindigde de club in de middenmoot. Na het seizoen 1999 werd de club ontbonden. Een aantal leden van het bestuur richtten hierna Barcelona EC op.